# 海月 (松室政哉の曲)
「海月」（くらげ）は、松室政哉の1枚目のシングル。

## 解説
- メジャー初のシングル作品。
- キャッチコピーは「君が流した涙は 世界で一番小さな海」。
- 規格品番は、UMCA-50055。
- ジャケットのアートワークは、イラストレーターの坂内拓が担当。

## 収録曲
CD
1. 海月
  - 作詞・作曲：松室政哉／編曲：本間昭光
  - OFFICE AUGUSTA presents SHORT FILM『ボクと君』第四話ストーリーテーマソング[1]
  - インディーズ時代の楽曲「くらげ」が原曲となっており、リリースするにあたってタイトルの改題・歌詞の変更を行った。
  - 松室曰く、インディーズ時代の楽曲「くらげ」はうぶな歌詞だった。[2]
2. 主題歌
  - 作詞・作曲・編曲：松室政哉
  - 2015年に行ったレコーディング合宿での音源を収録している。[3]

## 演奏
- 松室政哉
  - Vocal, Chorus
- あらきゆうこ
  - Drums (#1)
- 河村“カースケ”智康
  - Drums, Shaker (#2)
- ハマ・オカモト (OKAMOTO'S)
  - Bass (#1)
- 種子田健
  - Bass (#2)
- 町田昌弘
  - Acoustic Guitar, Electric Guitar (#1)
- 石成正人
  - Acoustic Guitar, Electric Guitar (#2)
- 金原千恵子ストリングス
  - Strings (#1)
- 橋本歩ストリングス
  - Strings (#2)
- 本間昭光
  - Acoustic Piano, Other Instruments (#1)
- 松浦はすみ (メロディーキッチン)
  - Acoustic Piano (#2)